# Battaglia di Qadeš
La battaglia di Qadeš (ma anche Kadesh o Qadesh, e Kinza in lingua ittita) fu combattuta sulle rive del fiume Oronte, in Siria, nel 1274 a.C., e contrappose le due più grandi potenze del Vicino Oriente antico, l'Egitto ramesside e le forze ittite di Muwatalli II; questa battaglia costituì l'atto finale di una lunga serie di guerre tra i due regni e fu probabilmente quella dove venne impiegato il maggior numero di carri da combattimento trainati da cavalli (circa 5000 o 6000).
Costituì anche il primo conflitto della storia antica a essere così ben documentato che fu poi possibile ricostruire in ogni sua fase, includendo la strategia militare e le armi impiegate nei combattimenti, e tra l'altro fu la battaglia meglio documentata di tutta la storia antica. Inoltre a tale avvenimento seguì il primo trattato internazionale di cui si conoscano chiaramente le clausole.
Non si sa con certezza chi vinse realmente, anche perché sono stati trovati documenti ittiti che attestavano la loro vittoria, e documenti egizi che invece raccontavano come gli Ittiti avessero perso: gli storici moderni sono comunque propensi ad affermare che a vincere furono gli Ittiti.
Il testo egizio in cui si parla della vittoria del faraone Ramses II (1279 – 1213 a.C.) è invece conosciuto con il nome di Poema di Qadeš, e fu un effettivo resoconto della battaglia molto enfatizzante per la parte egizia; il poema ebbe un'enorme risonanza in tutto il Regno, tanto da essere scolpito in molti importanti templi dell'epoca.

## Le fonti antiche
La Battaglia di Qadeš è documentata in tre fonti antiche, benché le due più importanti siano di provenienza esclusivamente egiziana.

### Il bollettino di Qadeš
Questo documento è una fonte esclusivamente egiziana. Possediamo sette copie di essa in alcuni fra i maggiori monumenti costruiti da Ramses II, quali ad esempio il Ramesseum, il Tempio di Luxor, Abido, Karnak e Abu Simbel.

### Il trattato di Qadeš
Il documento che formalizzò la tregua tra l'Egitto e l'impero ittita, conosciuto come Trattato di Qadeš, è il primo testo nella storia riguardante un trattato di pace. Fu copiato in numerosi esemplari scritti in accadico, lingua ufficiale della diplomazia dell'epoca, su preziose foglie di argento. 
Frammenti relativamente ampi del trattato scritti su tavolette d'argilla, contenenti la versione ittita del trattato (sempre in lingua accadica) stati rinvenuti negli archivi della capitale ittita Hattusa e sono attualmente conservati nel Museo di Archeologia di Istanbul.

## Contesto storico

### L'importanza della Siria

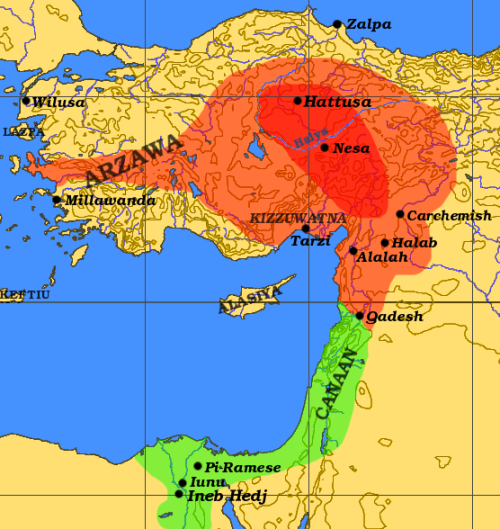
Le sfere di influenza ittite (in rosso) ed egiziane (in verde) al tempo della battaglia Qadeš

Punto di incontro, incrocio e negoziazione di traffico e commercio del suo tempo, area dotata di incommensurabili risorse naturali, la Siria era il crocevia mercantile, culturale e militare del mondo antico. Non produceva solo ingenti quantità di grano, ma era un punto attraverso il quale passavano le merci provenienti dalle navi che attraversavano l'Egeo e quelle di paesi ben più lontani che entravano in Asia Minore tramite il porto di Ugarit, una sorta di antica Venezia che dominava il commercio del Mediterraneo orientale e si trovava, appunto, ubicata in Siria. Oltre a ciò, la sua posizione strategica, la produzione agricola e ovina, i diritti di traffico ed esportazione, trasformavano la Siria nella zona di maggiore importanza strategica del mondo antico. 
Per il paese transitavano vetro, rame, stagno, legni preziosi, gioielli, tessili, alimenti, articoli di lusso, prodotti chimici, maiolica e porcellana, attrezzi e metalli preziosi. Attraverso una ragnatela di rotte commerciali che cominciavano e finivano in Siria, quelle merci si distribuivano per tutto il Medio Oriente, mentre altri prodotti arrivavano lì da paesi come Iran e Afghanistan.
La Siria soffriva però dello svantaggio di trovarsi in mezzo alle due grandi potenze politiche e militari della sua epoca: l'impero egiziano e Hatti, l'immenso Impero Ittita. Come è ovvio, ambedue ambivano al dominio di tale regione per sfruttarla a proprio vantaggio. In realtà, oggi si considera che il semplice fatto di controllare la terra siriana significava, 3300 anni fa, l'automatica salita di qualunque nazione all'esclusiva élite di chi meritava il nome di "potenza mondiale". Così sembrarono capirlo dapprima gli ittiti e gli egizi, poi anche gli assiri e Nabucodonosor.

### Precedenti contrasti

#### Le tre super potenze
Due generazioni prima dell'avvento di Ramses, le potenze dominanti nella regione non erano solo l'Egitto e l'impero ittita. In gioco vi era anche il gran regno di Mitanni.
Il grande re ittita Šuppiluliuma I (1344-1322 a.C.), nonno di Muwatalli II, appena salito al trono diede vita a una serie di campagne militari con cui mirava a riaffermare il dominio ittita sulla Siria Settentrionale, che dopo la morte del sovrano Mursili I (?- ca. 1530 a.C.) aveva cominciato ad affievolirsi, fino a scomparire del tutto nel giro di pochi decenni. Il posto degli ittiti nello scacchiere siriano era stato preso proprio dal regno di Mitanni, che fra la fine del XVI secolo e l'inizio del XV secolo divenne così una delle grandi potenze del Vicino Oriente Antico. Le relazioni fra Egitto e Mitanni restarono a lungo tempo tese finché il grande faraone egiziano Thutmosi III (1479 a.C. – 4 marzo 1425 a.C.) con la vittoria nella battaglia di Megiddo (1457 a.C.) e la conseguente campagna siriana ridimensionò una volta per tutte la presenza e l'influenza del regno di Mitanni nella regione. Amenhotep II (1427-1401 a.C.), figlio e successore di Thutmosi III, condusse anch'egli una vittoriosa campagna militare nella siria settentrionale, costringendo infine il re di Mitanni, probabilmente Šuttarna II, preoccupato anche dalla rinnovata politica espansionistica del sovrano ittita Tuthaliya I/II, a scendere a patti con gli egiziani. Questi stipulò un trattato di pace con Amenhotep III e gli diede in sposa la figlia Gilukhipa. Anche Tušratta, figlio e successore di Šuttarna II fece sposare la figlia Tadukhipa (fra l'altro nipote di Gilukhipa) con Amenhotep III.
Nel trattato di pace il sovrano di Mitanni riconosceva i diritti egiziani sul regno di Amurru, la valle del fiume Oronte e la città di Qadeš. Per compensare queste cessioni, Amenhotep rinunciava per sempre ai territori di Mitanni, conquistati da Thutmosi III durante le sue vittoriose campagne siriane.
Amenhotep IV/Akhenaton (1353-1336 oppure 1351-1334 a.C.), successore di Amenhotep III, si rivelò molto debole in politica estera e questo diede l'occasione a Suppiluliuma I di condurre una forte politica espansionistica in Siria. Il sovrano ittita dopo aver sconfitto il re di Mitanni Tušratta e averlo sostituito con Šattiwaza, riuscì in una serie di campagne militari pluriennali a conquistare i territori appartenuti precedentemente a Mitanni e tutta la Siria settentrionale fino alla città di Qadeš e al fiume Oronte, i quali vennero a fissare il punto di confine fra il regno ittita e il regno egiziano.

#### Le campagne di Ramses II
Con l'avvento della XIX dinastia, l'Egitto reagì alla minaccia ittita e il faraone Seti I riuscì a conseguire qualche successo e riuscì probabilmente, anche se solo per un breve periodo di tempo, a riconquistare la città di Qadeš. Ramses II, suo figlio, decise di proseguire su questa via.
Durante il quarto anno del suo regno (verso il 1275 a.C.), intraprese la riconquista di quei territori, mai sottomessi dal suo illustre predecessore Thutmose III. I vari conflitti degenerarono ben presto in una guerra vera e propria che nell'intenzione di entrambi gli avversari avrebbe dovuto essere decisiva. La fortezza di Qadeš era il simbolo della potenza ittita nel Vicino Oriente, e malgrado la sua fama di inespugnabilità, fu l'obiettivo finale della campagna militare egiziana.
Tra le cause della guerra vi erano anche motivazioni economiche; la Siria era, ed è tuttora, un luogo fertile (basta pensare al termine "Mezzaluna fertile"), ricco di materie prime essenziali, come il rame, con il quale si otteneva il bronzo per le armi. Inoltre questa zona costituiva uno snodo importantissimo per le vie di comunicazione perché univa le aree geografiche che a quel tempo costituivano il mondo più evoluto: quei territori, infatti, mettevano in comunicazione la Mesopotamia e la valle dell'Indo con il mar Mediterraneo.

## Le forze in campo

### I due comandanti

#### Ramses

La Khepresh, chiamata in italiano Corona di guerra o corona blu, era usata dai Faraoni del Nuovo Regno in battaglia e in particolari cerimonie, in basso un Faraone che la indossa.

Ramses II, terzo sovrano della XIX dinastia, nipote di Ramses I, figlio di Seti I, fu educato sin dall'infanzia nell'arte bellica, così da venire denominato come "il faraone guerriero". Gli fu insegnato come cavalcare cavalli e cammelli, dirigere un cocchio, combattere con la spada e, specialmente, scoccare frecce con incredibile precisione (immagine che ritroviamo spesso nei bassorilievi dei templi da lui costruiti).
Molto probabilmente, i principi egizi, fra i quattro o cinque anni d'età, venivano divisi dalle loro madri per trascorrere infanzia e adolescenza nei campi militari, in compagnia di generali e comandanti che gli avrebbero dovuto insegnare come divenire, in un futuro prossimo, perfetti re guerrieri.
Tra i sedici e i vent'anni Ramses seguì il padre in alcune campagne in Libia e, dopo l'improvvisa morte di Seti I, venne incoronato sovrano delle due terre. Già guerriero esperto conosceva molto bene l'importanza della Siria, e in particolar modo di Qadeš, quale punto strategico in grado di rendere grande chiunque ne avesse il dominio.
Nei primi anni del suo regno si preparò per questo conflitto, disprezzando in onore dell'interesse nazionale i termini del trattato che suo padre aveva firmato con gli ittiti. Tre anni prima degli inizi della campagna, Ramesse realizzò grandi e profondi cambiamenti nell'organizzazione dell'esercito e ricostruì l'antica capitale hiksos di Avaris, suo luogo natio, ribattezzandola Pi-Ramses, per utilizzarla come gran base militare nella futura campagna asiatica.

#### Muwatalli
Sappiamo molto poco del sovrano ittita: fu incoronato quattro anni prima di Ramses, era il secondo dei quattro figli maschi del re Mursilis II, oppositore di Seti nella guerra precedente.
Alla morte di Mursilis, ereditò il trono suo figlio primogenito, che però non visse a lungo e diede così spazio a Muwatalli. Era senza dubbio un governante competente e forte, abbastanza onesto, buon amministratore: riorganizzò tutta l'amministrazione del suo impero per riuscire a riunire l'ingente esercito che si sarebbe confrontato, in seguito, con gli egiziani in Qadeš. Mai, né prima né dopo, nessun altro monarca ittita sarebbe riuscito a unire una forza simile in numero e potere.

### Esercito egiziano

Il dio Ra, protettore della Seconda armata

L'esercito egiziano era organizzato tradizionalmente in grandi Corpi organizzati a livello locale. Contavano ciascuna 5 000 soldati divisi tra 4 000 fanti e 1 000 aurighi che guidavano i 500 carri da guerra aggregati a ciascuna divisione. Ramses II, a conoscenza della forza armata ittita, lo ampliò e lo riorganizzò. Ogni corpo dell'esercito aveva come emblema l'effigie del dio tutelare della città dove era stato creato, e dove generalmente era basato.
La struttura dell'esercito al tempo della battaglia era il seguente:
| Armata        | Denominazione          | Emblema - Dei tutelari | Di stanza a | Istituito da          |
| ------------- | ---------------------- | ---------------------- | ----------- | --------------------- |
| Primo Corpo   | "Potere degli Archi"   | Amon                   | Tebe        | Esercito tradizionale |
| Secondo Corpo | "Abbondanza di Valore" | Ra                     | Eliopoli    | Esercito tradizionale |
| Terzo Corpo   | "Forza degli Archi"    | Seth                   | Pi-Ramses   | Ramses I o Seti I     |
| Quarto Corpo  | Sconosciuto            | Ptah                   | Menfi       | Ramses II             |

Oltre a queste 4 "divisioni" vi era una quinta truppa, poco documentata, ma nota come NRM in alcune iscrizioni (probabilmente da leggersi come Nearin) che presumibilmente raggruppava i principi alleati e soggetti all'Egitto in Palestina, Libano e zone circumvicine, la forza di questa unità è sconosciuta, come spesso accade ai contingenti alleati è sottovalutata dalle fonti egizie, ma potrebbe essere stata notevole, tanto da ridurre il divario tra esercito egizio e armate ittite. Ovviamente le fonti egiziane tendono a calcare la mano sulla differenza numerica tra il loro "piccolo" esercito e quello "immenso" dei nemici, quindi i contingenti minori vengono o omessi, o menzionati in maniera oscura.
Si noti infine che una delle divisioni egizie porta il nome di Seth, una divinità che in epoca tarda fu associata al male, ma che inizialmente era il dio delle tempeste e degli stranieri, particolarmente adorato sia dagli Hiksos, sia da una parte dell'aristocrazia guerriera del delta, che in parte discendeva dai mercenari e dagli stessi Hiksos. Persino Ramses II e Sethi I suo padre (che non a caso è consacrato a Seth) discendevano da queste famiglie settentrionali dalle origini miste, anche se ormai culturalmente egizianizzate.
L'esercito egiziano partì dalla sua capitale Pi-Ramses (a est del delta del Nilo), Ramses attraversa i territori di Canaan, di Tiro e di Biblo, inoltrandosi nei territori dell'Amurru e scontrandosi con il principe Bentheshina, alleato degli ittiti, il quale si arrese agli egiziani senza resistere.
Rientrato a questo punto in Egitto, nella sua capitale, durante l'inverno il faraone organizzò una grande armata di invasione composta dalle divisioni di Seth, di Ra, di Amon e di Ptah, costituite ognuna da 1 900 soldati egizi e 2 100 mercenari tra i quali gli Shardana, incorporati nell'esercito – dopo i loro raid contro l'Egitto – e che andarono a costituire la guardia personale di Ramses.
Il totale dei carri da guerra fu di 2 500. Le truppe mercenarie che componevano ogni divisione erano composte da 1 600 Qeheqs (beduini del deserto occidentale), 880 arcieri Nubiani, 100 Mashuash (libici) e 520 Shardana. Partita nel maggio del 1274 a.C., la spedizione, attraverso i territori di Canaan in Galilea raggiunse la piana della Beqāʿ per poi inoltrarsi fino a Qadeš, nella Siria attuale.

### Esercito ittita
La conquista della Siria impose all'Egitto grandi sforzi e grandi sacrifici, ma il maggior sforzo militare e diplomatico fu sicuramente compiuto dal governo ittita. "Nessuna terra" – dicono le fonti egizie – "mancò di inviare i suoi uomini..., moltitudine grandissima e senza uguali, che copriva le montagne e le vallate come locuste. Il re degli Ittiti non aveva lasciato oro o argento nel suo regno, lo aveva radunato e donato a ogni paese con lo scopo di trascinarlo con sé nella battaglia". Sempre secondo i racconti egizi, Muwatalli era riuscito a formare la più grande coalizione mai vista fino ad allora. Si pensa a una cifra intorno ai 40 000 uomini armati, di 3 700 carri da guerra, quei carri di cui anche nella Bibbia si parlava con terrore, provenienti da 17 province e regni alleati. Nella tavola seguente sono indicati gli stati appartenenti alla coalizione, i comandanti dei rispettivi eserciti, nonché il numero dei fanti e dei carri che li componevano.
| Regno                     | Comandante      | Composizione dell'esercito |
| ------------------------- | --------------- | -------------------------- |
| Hatti                     | Mutawallish     | 500 carri e 5 000 fanti    |
| Hakpis                    | Hattushillish   | 500 carri e 5 000 fanti    |
| Pitassa                   | Mittanamuwash   | 500 carri e 5 000 fanti    |
| Wilusa, Mira e Hapalla    | Piyama-Inarash? | 500 carri e 5 000 fanti    |
| Massa, Karkisa e Arawanna | Sconosciuto     | 200 carri e 4 000 fanti    |
| Kizzuwadna                | Sconosciuto     | 200 carri e 2 000 fanti    |
| Karkemiš                  | Sahurunuwash    | 200 carri e 2 000 fanti    |
| Mitanni                   | Sattuara        | 200 carri e 2 000 fanti    |
| Ugarit                    | Niqmepa         | 200 carri e 2 000 fanti    |
| Aleppo                    | Talmi-Sarruma   | 200 carri e 2 000 fanti    |
| Qadeš                     | Niqmaddu        | 200 carri e 2 000 fanti    |
| Lukka                     | Sconosciuto     | 100 carri e 2 000 fanti    |
| Territori del fiume Seha  | Masturish       | 100 carri e 1 000 fanti    |
| Nuhashe                   | Sconosciuto     | 100 carri e 1 000 fanti    |
| Totale                    |                 | 3 700 carri e 40 000 fanti |
Queste cifre vanno prese con il beneficio del dubbio, e sembrano un po' troppo regolari. Comunque ci permettono di considerare l'esercito ittita come molto diverso nell'organizzazione da quello egiziano.
Gli egiziani formavano i loro eserciti su armate territoriali omogenee, composte da fanterie professioniste e di coscritti egiziani oltre che di mercenari internazionali. Nel loro caso si parla dunque di divisioni e di reparti permanenti.
L'armata ittita invece sembra più simile a quella di una grande coalizione federale, in cui esistono vincoli di carattere vagamente "feudali" tra sovrani soggetti e alleati e il potere centrale. Sembrerebbe che ciascun sovrano dovesse fornire un contingente, forse predefinito o contrattato tra Hattusa e il regno in questione, che si innervava sull'esercito ittita, a sua volta formato sia da contingenti con ogni probabilità permanenti e professionali, sia sui contributi che i "nobili" e il popolo erano tenuti a fornire al Re. 
Un'organizzazione di questo tipo fu mantenuta anche da altri imperi mesopotamici successivi, anche se bisogna stare attenti a non proiettare queste organizzazioni successive anacronisticamente su quelle ittite. Per esempio un'organizzazione che mescola elementi confederati su un centro formato sia da professionisti sia da contributi di nobili e popolo è quella del più tardo impero persiano.
Anche gli Ittiti potrebbero aver fatto ricorso a mercenari internazionali, anatolici ed egei, sia direttamente sia nelle truppe reclutate dai loro alleati, si noti anche che alcuni dei contingenti presenti a Qadeš non appartengono a popoli stabilmente inseriti nell'area di influenza ittita, come gli Arawana (di origine incerta) e Wilusa (Troiani).

### I carri da battaglia

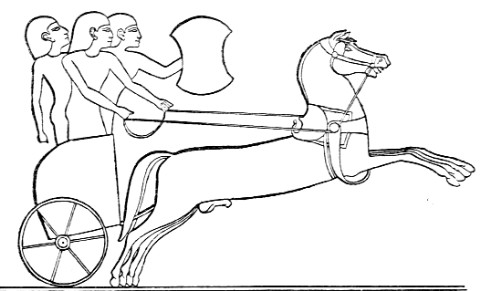
Carro ittita

Gli eserciti che si scontrarono a Qadeš sotto molti aspetti si somigliavano e la caratteristica più importante che li accomunava era l'utilizzo dei carri da guerra. Tale caratteristica proveniva dai popoli che invasero i territori mesopotamici all'inizio del II millennio a.C., come Accadi e Hyksos.
Tuttavia i carri usati dai due schieramenti avevano delle decisive differenze: il carro ittita, infatti, era più robusto rispetto a quello egizio e poteva portare tre soldati, l'auriga – cioè il guidatore – e due combattenti, il primo era l'arciere, il secondo era il portascudi che doveva proteggere l'auriga e l'arciere dalle frecce e dalle lance nemiche. Da un punto di vista strettamente strategico, era usato come arma di sfondamento della prima linea nemica. Quello egizio, più leggero, poteva portare solamente due militi, il portascudo usato anche dagli egizi per proteggere l'arciere che era dotato di frecce e di arco composto di creazione ittita. 
Il carro ittita permetteva usi tattici più duttili di quello egizio, per esempio consentendo la discesa sul campo di battaglia di un guerriero, mentre l'auriga e l'arciere continuavano a svolgere il loro compito di combattenti.
L'arma dei carri egizi era quasi esclusivamente l'arco; quello ittita invece, oltre che a quest'arma da getto, era provvisto di un'asta, che veniva usata, sia per il combattimento corpo a corpo, sia come arma da lancio.
Comunque l'estrema varietà dei contingenti dell'esercito ittita probabilmente si riverberava anche sull'equipaggiamento, infatti molti degli alleati Ittiti avrebbero potuto adottare sia carri pesanti a due uomini (tipici di alcune zone della Mesopotamia e del nord dell'Anatolia, la cui memoria si riverbera nell'Iliade) sia carri di tipo egiziano, o addirittura più leggeri.
Le fanterie svolgevano un ruolo secondario, anche se da parte egizia esistevano alcuni reparti di fanteria pesante in grado di intervenire con efficacia nello scontro; comunque la decisione della battaglia era di solito in mano ai carri da guerra.
Ambedue gli eserciti erano composti da molti popoli, ma quello egizio, formato da reparti più stabili, aveva probabilmente nell'egiziano una lingua comune, mentre in quello ittita era difficile che tutti i soldati fossero in grado di comprendere le lingue franche dell'impero, come l'ittita, il luvio e l'accadico. Questo rendeva più difficile coordinarsi, soprattutto per la fanteria.
Nel nord e nell'ovest dell'Anatolia è possibile che i reparti di fanteria avessero già cominciato a diventare più pesantemente armati, secondo il modello miceneo e cario, ma la cosa non è, allo stato attuale, dimostrabile. Gli shardana egiziani potrebbero quindi non essere stati l'unico contingente di fanteria pesante presente nello scontro.
Manca invece quasi completamente la cavalleria, infatti la monta dei cavalli non si era ancora sviluppata se non in un "prototipo" sportivo, che richiedeva l'uso costante di ambedue le mani e una posizione molto arretrata, in pratica il cavaliere era una figura inadatta al combattimento, al massimo utilizzato come esploratore e messaggero. Inoltre i cavalli dell'epoca, alti tra gli 80 e i 120 cm (e molto simili all'attuale razza Caspian), benché veloci, erano inadatti alla monta per periodi prolungati.

## Il racconto egiziano con le varie fasi della battaglia
La leggenda egizia, immortalata nel Poema dello scriba Pentaur e nei Bollettini (raccolta dei ricordi di guerra), ci tramanda che, dopo aver attraversato i boschi di Labouy, due shasou (beduini) affermarono che Muwatalli II, timoroso di Ramesse, si trovava ancora lontano, nelle vicinanze di Aleppo, alla frontiera nord dell'impero ittita.

Accompagnato dalla sola divisione di Amon, Ramses, credendo al racconto, fece installare il suo campo sulla riva ovest del fiume Oronte (Fase 1), in prossimità della fortezza di Qadeš, senza attendere i rinforzi delle tre altre divisioni che si trovavano a diverse ore di marcia. Dopo il protrarsi dell'interrogatorio, i beduini confessarono che in realtà l'armata ittita si trovava appena dietro la fortezza, sulla riva est dell'Oronte. Il faraone riunì subito i suoi consiglieri di guerra e inviò dei messaggeri con l'ordine di far affrettare la marcia alle truppe restate indietro. Ma improvvisamente gli ittiti, attraversando il fiume, attaccarono la divisione di Ra (Fase 2) che tentava di congiungersi con il campo del faraone. Dopo averla sbaragliata, si diressero sul campo di Ramses mentre la divisione di Ptah stava ancora indietro apprestandosi ad attraversare la piana dell'Oronte; quella di Seth invece si trovava lontano, nella foresta di Labouy. La sola divisione di Amon dovette quindi affrontare i 2 500 carri e le migliaia di soldati dell'armata ittita.

Nonostante la disperata resistenza egiziana, l'armata ittita riuscì a sfondare e a penetrare nel campo nemico. Ramses fece allora preparare il suo carro di battaglia, facendolo trainare dai suoi migliori cavalli. Trovandosi ben presto isolato nel mezzo del combattimento, si rivolse al dio Amon, suo padre, chiedendo il suo aiuto in cambio dei servizi resigli a suo tempo con la costruzione di templi e con i tanti sacrifici in suo onore. Secondo le fonti egizie, la risposta non si fece attendere e il dio gli parlò dicendogli: «Sono con te, sono tuo padre e la mia mano è con te, io sono più potente di migliaia di uomini. Sono io il padrone della vittoria.»

Raddoppiando gli sforzi, Ramses si lanciò nella mischia e massacrò, grazie alla forza divina di Seth, migliaia di ittiti (Fase 3). Arrivarono poi i soldati della divisione di Ptah che, insieme a quelli che restavano della divisione di Ra, affrontarono uniti i nemici riportando una larga vittoria.

Il giorno dopo Muwatalli inviò una proposta di armistizio, implorando la clemenza di Ramesse che, dopo avergliela accordata, ritornò in Egitto, senza tentare la conquista di Qadeš, facendo poi scolpire, sulle mura di diversi templi (come quello di Abu Simbel), i bassorilievi che ancora oggi raccontano la sua grande vittoria.
Nonostante la propaganda egizia esposta nel poema della scriba Pentaur, grazie al racconto del bollettino, possiamo immaginare ciò che realmente sia accaduto. Sembra evidente che Ramesse sia caduto in un'imboscata tesa dal sovrano ittita Muwatalli, il quale, con l'intento di chiudere in fretta i conti con il faraone, sembra non abbia calcolato bene i rischi dell'attacco iniziale, non impegnando nella battaglia tutte le sue truppe, ma solo quelle più mobili, comandate dagli alti dignitari del regno (probabilmente convinti di partecipare a una facile vittoria). In effetti l'attacco ittita schiacciò senza troppa difficoltà la divisione di Ra, la quale non era sicuramente pronta al combattimento e inferiore numericamente. Sembrerebbe comunque che la divisione di Amon e l'intera guardia personale del faraone stesso, combattendo eroicamente, abbiano di fatto cambiato le sorti della battaglia. Molto probabilmente Ramses stesso partecipò attivamente alla battaglia e il suo carisma è stato fonte di coraggio per le sue truppe, mentre sembra che Muwatalli non guidasse personalmente il suo esercito. E per questo Ramses vinse. La resistenza delle truppe del faraone permise l'arrivo in tempo della divisione di Ptah (ingranditasi anche con i resti della divisione di Ra) ma anche l'arrivo (previsto) dei Nearins. L'esercito ittita, parzialmente accerchiato e sopraffatto, non ebbe altra scelta che di ritirarsi subendo pesanti perdite. Ciò che resta inspiegabile è il fatto che il re ittita non partecipò alla battaglia e che non impegnò nel combattimento la totalità delle sue truppe (molto superiori di numero). Gli egiziani raccontano che il re nemico si comportò in questo modo per paura di Ramesse, incarnazione vivente del dio Baal, ma può darsi che Muwatalli fosse già infetto dalla malattia che di lì a poco lo avrebbe portato alla morte, e che abbia preferito ritirarsi nella fortezza di Qadeš anziché combattere una battaglia divenuta incerta. Si può immaginare comunque che anche la perdita dei suoi due fratelli, morti in battaglia, e il carisma di Ramesse abbiano influenzato le sue scelte. I racconti egizi narrano che i trionfatori usarono clemenza verso i vinti di Qadeš, ma probabilmente si accontentarono di assaporare la propria vittoria anziché logorarsi in un assedio lungo e pericoloso, dopo che l'esercito aveva appena sostenuto una sanguinosa battaglia.

## La pace tra i due regni

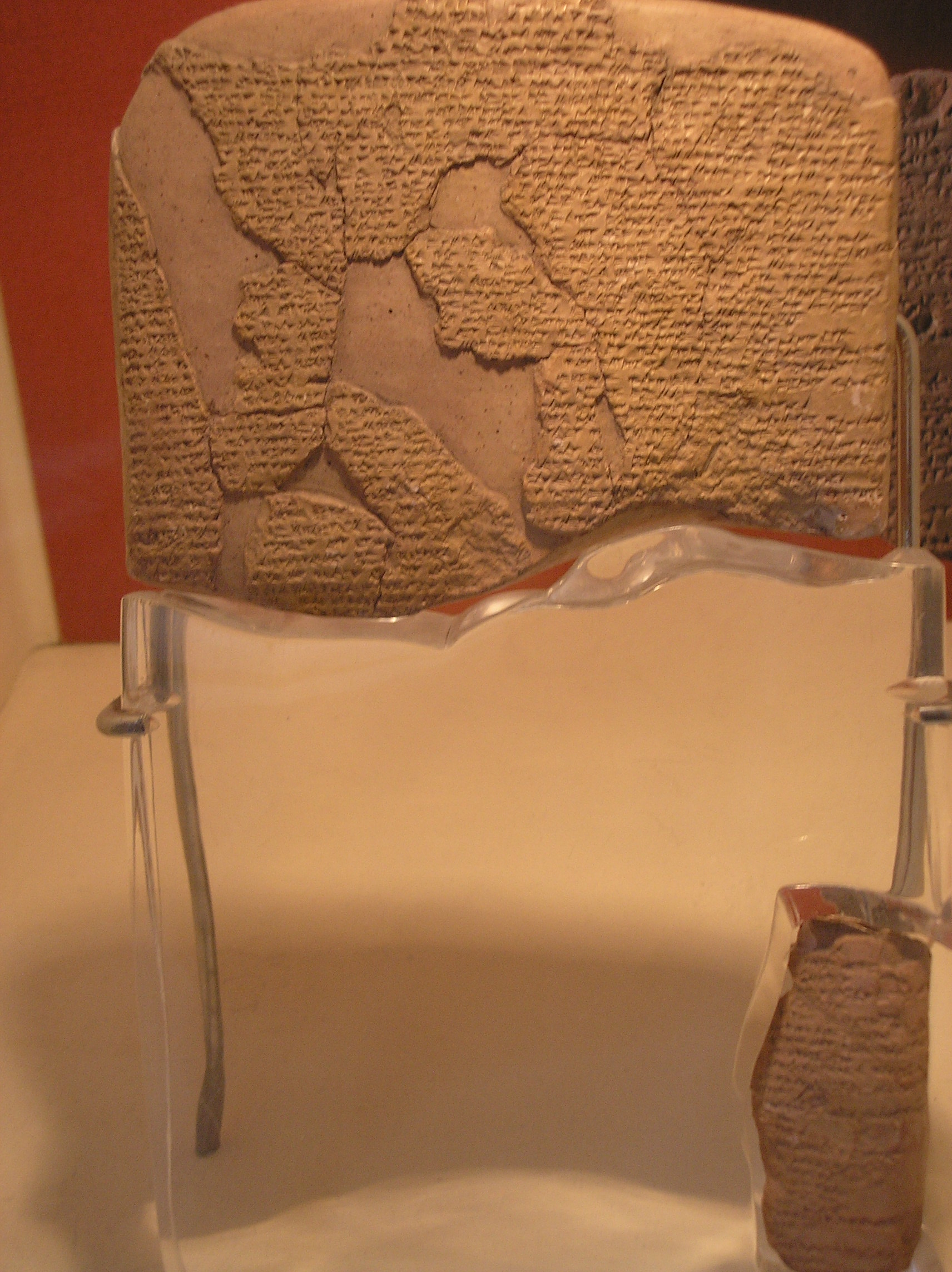
Copia del trattato egizio-ittita, ritrovato a Ḫattuša e attualmente conservato al Museo archeologico di Istanbul.

Subito dopo la battaglia Ramses radunò tutti i nobili egiziani che erano stati presenti nel campo di battaglia e decapitò personalmente quelli che fuggirono dalla battaglia con la sua spada khopesh.
Muwatalli morì poco tempo dopo questa battaglia. La sua morte provocò una crisi dinastica tra il figlio Urhi-Teshub, chiamato poi Muršili III, e Hattušili III, fratello del re. Quest'ultimo riuscì a conquistare il potere e ad allontanare il nipote che si rifugiò in Egitto. Ramses II approfittò di questa situazione per punire i suoi vassalli palestinesi che si erano precedentemente alleati con gli Ittiti e anche per lanciare un'offensiva in Siria, riuscendo a riconquistare diverse città perse in precedenza. 
Nel frattempo Hattusili si dimostrò poco incline a proseguire il conflitto con l'Egitto. La situazione internazionale stava mutando e gli Ittiti cominciarono ad affrontare un'altra minaccia, sempre più pressante: quella degli Assiri. Durante il conflitto egizio-ittita, l'esercito assiro riuscì a penetrare in territorio ittita fino a Karkemish, rivelandosi una minaccia ben più seria di quella egiziana. Hattusili a questo punto riannodò i contatti con Ramses; il suo intento era quello di firmare la pace e di contrarre a sua volta un'alleanza con l'Egitto. Le relazioni tra le due corti ripresero vigore e i due re si scambiarono lettere e regali; e anche le loro mogli, Puduhepa e Nefertari fecero altrettanto. La pace fu finalmente firmata e il trattato, del quale sono state ritrovate delle copie a Tebe e a Ḫattuša, comprende diverse clausole che indicano una vera e propria alleanza tra i due regni. I due sovrani giurarono a vicenda (sia per loro sia per i diretti discendenti e i rispettivi paesi), buona pace e fraternità eterna. Si impegnarono a riconoscere i territori occupati e dominati all'atto della conclusione del trattato e veniva garantita la legittimità di Hattusili sul trono ittita. Entrambi si promettevano rispettivo aiuto, per loro e per i successori, sia per il mantenimento del potere in caso di rivolta interna, sia in caso di attacco assiro o comunque in caso di aggressione esterna. Il trattato fu rafforzato, al momento della firma, dal matrimonio di Ramses con una figlia di Hattusili, e con una seconda figlia del re ittita qualche anno dopo. Secondo gli storici è anche possibile che Hattusili stesso si sia recato di persona in Egitto per visitare il suo nuovo alleato.

## Nella cultura di massa

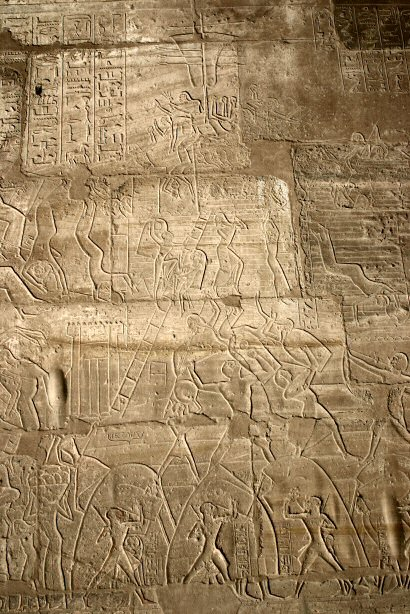
Rilievo raffigurante la battaglia di Qadeš

- La battaglia di Qadesh fa da sfondo nel terzo, omonimo libro de Il grande romanzo di Ramses, serie di libri scritta da Christian Jacq.